# Rigenerazione (religione)
Il termine rigenerazione (in greco antico: παλιγγενεσια, palingenesia) viene usato nella teologia biblica cristiana per indicare l'opera mediante la quale Dio, tramite il Suo Santo Spirito, infonde vitalità spirituale nel cuore di una persona, una "nuova natura" che la prepara alla nuova creazione. Quando questo accade, essa si sente irresistibilmente attratta a Dio e si ravvede dal modo di pensare e di vivere precedente, impostato a indifferenza o ostilità verso di lui; crede di tutto cuore a ciò che le Sacre Scritture affermano sulla Persona e sull'opera di Cristo come qualcosa che la coinvolge personalmente; sente dentro di sé amore e riconoscenza verso Dio che l'ha resa oggetto della sua grazia; desidera ubbidire a quanto Dio le comanda nella sua Parola, come pure di approfondire la conoscenza delle cose di Dio e di crescere nella fede.
Questa trasformazione interiore è così radicale che ad essa è equiparabile ad una personale nuova nascita, appunto "ri-generazione" e ad essa si possono applicare le categorie di morte e vita. A coloro che hanno fatto quest'esperienza, per esempio, l'apostolo Paolo scrive: "Dio ha vivificato anche voi, voi che eravate morti nelle vostre colpe e nei vostri peccati" (Efesini 2,1); "Voi, che eravate morti nei peccati e nella incirconcisione della vostra carne, voi, dico, Dio ha vivificati con lui, perdonandoci tutti i nostri peccati" (Colossesi 2,13).

## Rigenerazione nel Nuovo Testamento
Il termine "rigenerazione" in quanto tale, però, compare nel Nuovo Testamento solo due volte. (1) "E Gesù disse loro: «Io vi dico in verità che nella nuova creazione, quando il Figlio dell'uomo sarà seduto sul trono della sua gloria, anche voi, che mi avete seguito, sarete..." (Matteo 19,28); (2)"...egli ci ha salvati non per opere giuste da noi compiute, ma per la sua misericordia, mediante il bagno della rigenerazione e del rinnovamento dello Spirito Santo..." (Tito 3,5). 
Nel primo caso si riferisce non all'individuo, ma all'universo. L'idea rappresentata da questa parola, però, è frequente (ad es. 1 Giovanni 2,12; 3,1-10; Galati 4,23-29; Giacomo 1,15-18; 1 Pietro 3,23; 1 Giovanni 2,29). Inoltre, pure è usata l'idea di risurrezione spirituale, di nuova creazione e di "circoncisione del cuore" come ulteriori illustrazioni indicanti Dio che opera una svolta radicale nella vita di una persona.
Questo tipo di linguaggio descrive sempre il suo carattere soprannaturale, non indotto da alcunché l'uomo possa fare, un'azione libera e sovrana di Dio che indubbiamente stupisce persino chi ne è oggetto.

## Rigenerazione e battesimo nelle diverse confessioni cristiane
Fra le Chiese cristiane vi è una controversia sul rapporto intercorrente fra rigenerazione, battesimo in acqua e conversione. 
Il Cattolicesimo lega la rigenerazione al battesimo, cioè il battesimo è vettore della grazia. 
Le chiese evangelicali invece considerano il battesimo semplicemente come un segno ed un suggello della rigenerazione, cioè, la rigenerazione (comprendente ravvedimento e fede) non dipende dal battesimo in acqua, ma il battesimo la suggella, la certifica. Nello specifico, gli evangelici calvinisti considerano la rigenerazione come causa prima della conversione, mentre gli arminiani considerano la conversione come causa della rigenerazione.